# MZ Baghira/Mastiff
 (octobre 2023).
Si vous disposez d'ouvrages ou d'articles de référence ou si vous connaissez des sites web de qualité traitant du thème abordé ici, merci de compléter l'article en donnant les références utiles à sa vérifiabilité et en les liant à la section « Notes et références ».
La Baghira est un modèle de motocyclette de la marque allemande MZ.
La Baghira est présentée en 1997. Comme la Skorpion dont elle est la déclinaison trail, elle reprend le monocylindre Yamaha de 660 cm³, avec sa culasse à cinq soupapes.
Le cadre est un classique simple berceau dédoublé sous le moteur.
Les 930 mm de hauteur de selle peuvent être un frein pour les acheteurs potentiels de petite taille.
La Black Panther est la déclinaison supermotard, avec une design plus discret que celui de la Mastiff. Elle apparaît au catalogue en 1999. Elle se pare d'une peinture noire brillante, et de jantes de 17 pouces. Le disque de frein avant passe à 280 mm. Elle est vendue 200 € de plus que la version trail.
Parallèlement, MZ commercialise la Mastiff, un supermotard à l'esthétique particulier. Les caractéristiques techniques sont globalement les mêmes mais elle hérite de deux petits phares ronds, protégés par une grille.
En 2001, la Baghira Streetmoto permet de s'offrir un supermotard sur base Baghira, sans l'austère peinture noire. C'est simplement une Black Panther disponible dans des coloris plus voyants : jaune, rouge ou bleu.
Depuis 2006, seule subsiste dans la gamme la Baghira Streetmoto, renommée Supermoto.

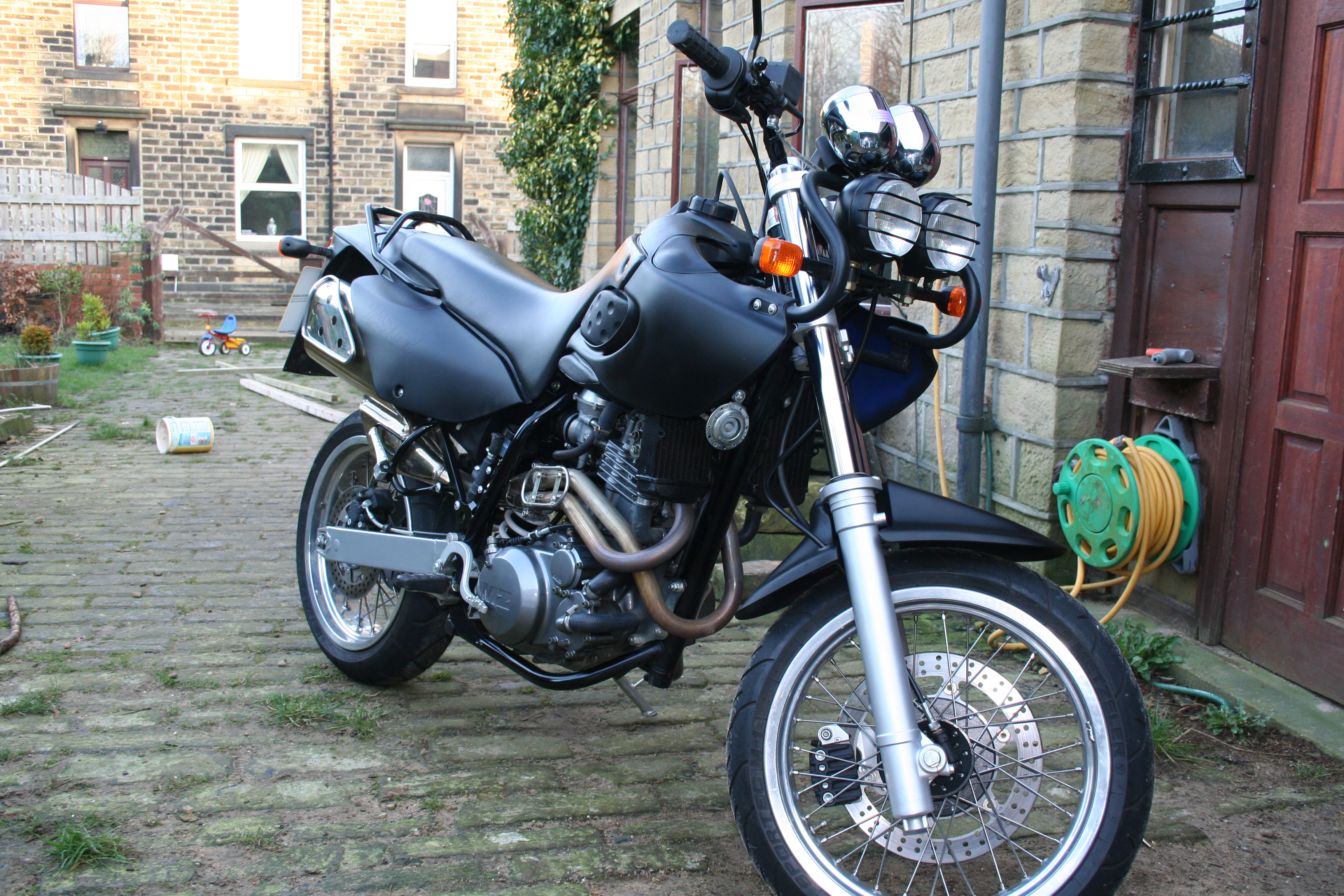
Mastiff.
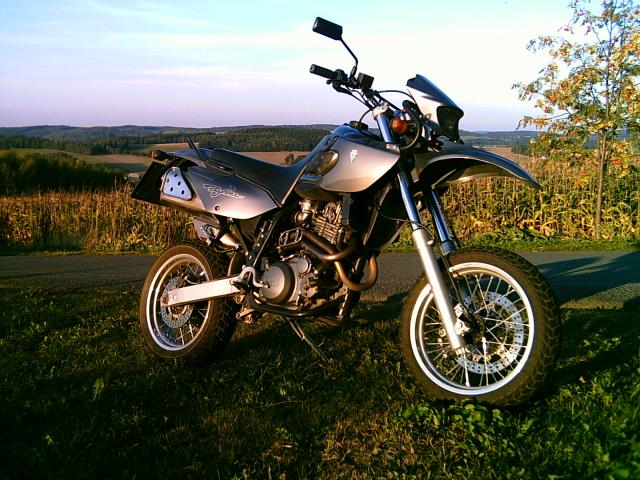
Baghira Streetmoto.